# Almir (basquetebolista)
Almir Nelson de Almeida (Salvador, 2 de setembro de 1923 — Curitiba, 14 de abril de 1977) foi um basquetebolista brasileiro. Foi também técnico de basquete e dirigente esportivo.
Foi um dos atletas da seleção brasileira que disputou as Olimpíadas de 1952, em Helsinque, além de jogador das equipes de basquete do Fluminense, Clube Guarani de Basquete do Paraná e Clube Curitibano.
Como dirigente de futebol, trabalhou em clubes como Coritiba, Corinthians, Fluminense e Vasco da Gama. Também foi coordenador técnico da seleção brasileira de futebol entre 1975 e 1977.
Foi homenageado pelo governo do Paraná, que batizou o Ginásio do Tarumã, em Curitiba, com seu nome, que passou então a receber a nomenclatura oficial de Ginásio Professor Almir Nelson de Almeida.

## Infância
Almir nasceu em uma família humilde. Perdeu o pai muito cedo, passando a ter como referência paterna o irmão oito anos mais velho, Raymundo José de Almeida. Ainda no primário, começou a se interessar por esportes e logo começou a jogar basquete, esporte que se manteve como atividade intensa e grande paixão até o fim do ciclo básico de estudos. Nesse momento, o atleta havia acumulado diversos títulos em jogos colegiais e juvenis, alçando-se a representante da seleção baiana de basquete. Destacou-se imediatamente e, poucos depois, começou a receber as primeiras convocações para a seleção brasileira. Quando chegou o momento de ingressar na universidade, na graduação de educação física da Universidade Federal do Rio de Janeiro, recebeu uma bolsa do governo do estado para estudar no Rio.

## Trajetória desportiva
Tornou-se atleta do Fluminense Football Club e, no ano seguinte, foi convocado para a seleção brasileira da modalidade, então comandada pelo lendário treinador Togo Renan Soares, o Kanela. Em 1952, Almir fez parte do time que disputou as Olimpíadas de Helsinque, ficando na sexta colocação.
Após o fim da graduação, Almir transferiu-se para o Clube Guarani de Basquete, em Ponta Grossa. Pouco mais de um ano depois, mudou-se para Curitiba, onde passou a jogar pelo Clube Curitibano. Na capital paranaense vivia a namorada Diva de Almeida, que conhecera no Rio de Janeiro e com quem viria a se casar em 1955.
Ainda em 1955 fez parte da seleção que disputou os Jogos Pan-Americanos na Cidade do México, em que a equipe conquistou a medalha de bronze.
No início de 1956, Almir teve um acidente em um treino com a seleção. Ao chocar-se de cabeça com um colega, teve uma fissura no osso do crânio à altura da bochecha, para a qual não havia cirurgia possível. Com isso, acabou sendo cortado do time. Como uma nova pancada na mesma região poderia agravar o quadro, decidiu aposentar-se do basquete profissional aos 37 anos.
Começou então sua carreira de treinador de basquetebol, no Clube Curitibano. Permaneceu na agremiação por quase uma década, levando-a à conquista de diversos campeonatos interclubes no Paraná.
Em 1969, Almir foi convidado pelo Fluminense para ocupar o cargo de supervisor de futebol do clube. Mudou-se novamente para o Rio de Janeiro, onde permaneceu por mais de um ano. Nesse período, o clube deixou a última colocação no campeonato nacional. Ainda naquele ano sagrou-se campeão carioca e, no seguinte, campeão brasileiro.
Tendo colhido bons resultados no clube carioca, Almir despertou o interesse do Coritiba, por meio de seu presidente, Evangelino da Costa Neves. O Coxa acabou trazendo Almir de Almeida para a capital paranaense. No Coritiba, é atribuído ao trabalho de Almir a contratação do goleiro Jairo - um ídolo histórico do clube. Em 1972, Almir chamou a atenção do Corinthians de Vicente Matheus. Com o clube paulista, Almir ganhou o Torneio Laudo Natel de 1973, como era conhecido a Taça Governador do Estado de São Paulo, que teve quatro edições entre 1972 e 1976.
Em 1973 Almir voltou ao Coritiba e, em 1974, passou a ser dirigente esportivo no Vasco da Gama, que se tornaria o campeão brasileiro daquele ano.
O destaque pelos clubes em que foi coordenador esportivo fizeram com que fosse convidado para exercer a função na seleção brasileira, cargo que ocupou até 1977.
Almir de Almeida faleceu vítima de infecção generalizada após um raro problema sanguíneo.